# Jason Clarke
Jason Clarke (n. 17 iulie 1969, Winton, Queensland, Australia) este un actor australian. A apărut în multe seriale TV și este cunoscut pentru rolul lui Tommy Caffee în serialul de televiziune Brotherhood. De asemenea, a apărut în multe filme, adesea ca antagonist. Printre rolurile sale în film se numără Zero Dark Thirty (2012), White House Down (2013), Planeta Maimuțelor: Revoluție (2014), Terminator Genisys (2015), Everest (2015), All I See Is You (2016), Mudbound (2017), Chappaquiddick (2017), First Man (2018), Pet Sematary (2019) și Oppenheimer (2023). Din 2022, joacă în serialul HBO Momentul victoriei: Ascensiunea dinastiei Lakers în rolul fostului jucător de la Los Angeles Lakers devenit antrenor Jerry West.

## Viața
Clarke s-a născut și a crescut în Winton, Queensland. Tatăl său a lucrat la tuns oi în zona rurală a Australiei de Sud, în orășelul Padthaway , pe Coasta de Calcar. Familia lui a locuit și în North Queensland, unde Clarke și-a terminat gimnaziul la Ignatius Park College. Clarke a început să studieze dreptul în 1987; cu toate acestea, înainte de a-și termina studiile, a ales să urmeze în schimb actoria ca o carieră, înscriindu-se la Studioul actorilor din Sydney. Apoi a continuat să studieze la Victorian College of the Arts din Melbourne, absolvind în 1994. După câțiva ani, a decis să se mute în Statele Unite.

## Viața personală
Clarke este căsătorit cu actrița și modelul francez Cécile Breccia. Ei au doi copii.